# Korkuteli
Korkuteli ist eine Stadt in der Türkei ca. 60 km nordwestlich von Antalya und Hauptstadt des gleichnamigen Landkreises Korkuteli. Sie hatte Ende 2017 25.515 Einwohner.

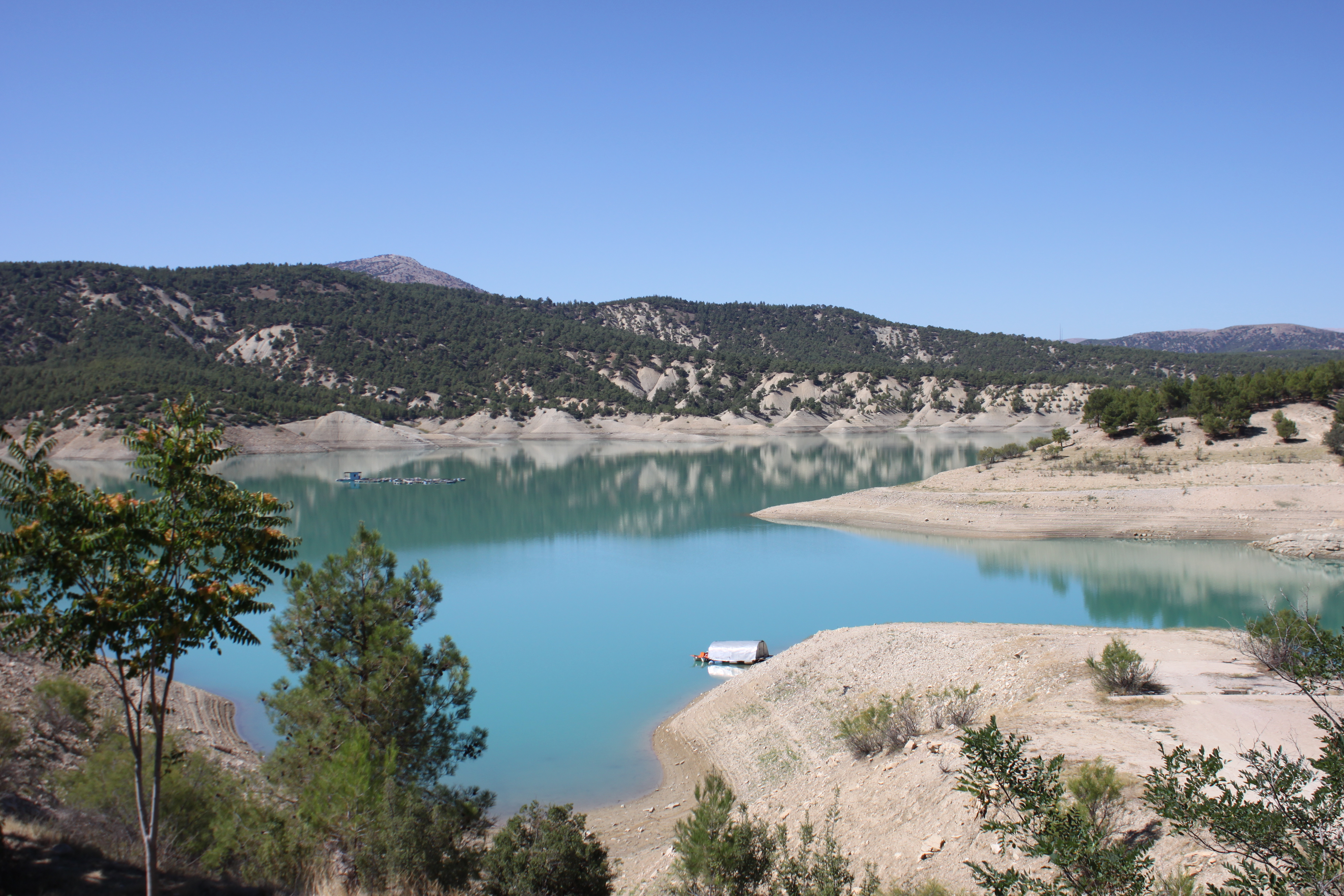
Korkuteli; Stausee des Korkuteli-Flusses, im Westen der Stadt gelegen.

Am westlichen Stadtrand befindet sich die Korkuteli-Talsperre.

## Etymologie
Der Name stammt von Korkud, einem osmanischen Prinzen, der hier in einer nahegelegenen Höhle gefangen genommen und später auf Befehl seines Bruders Selim I. ermordet wurde.
Korkuteli ist Partnerstadt der polnischen Stadt Jarocin.

## Sehenswürdigkeiten

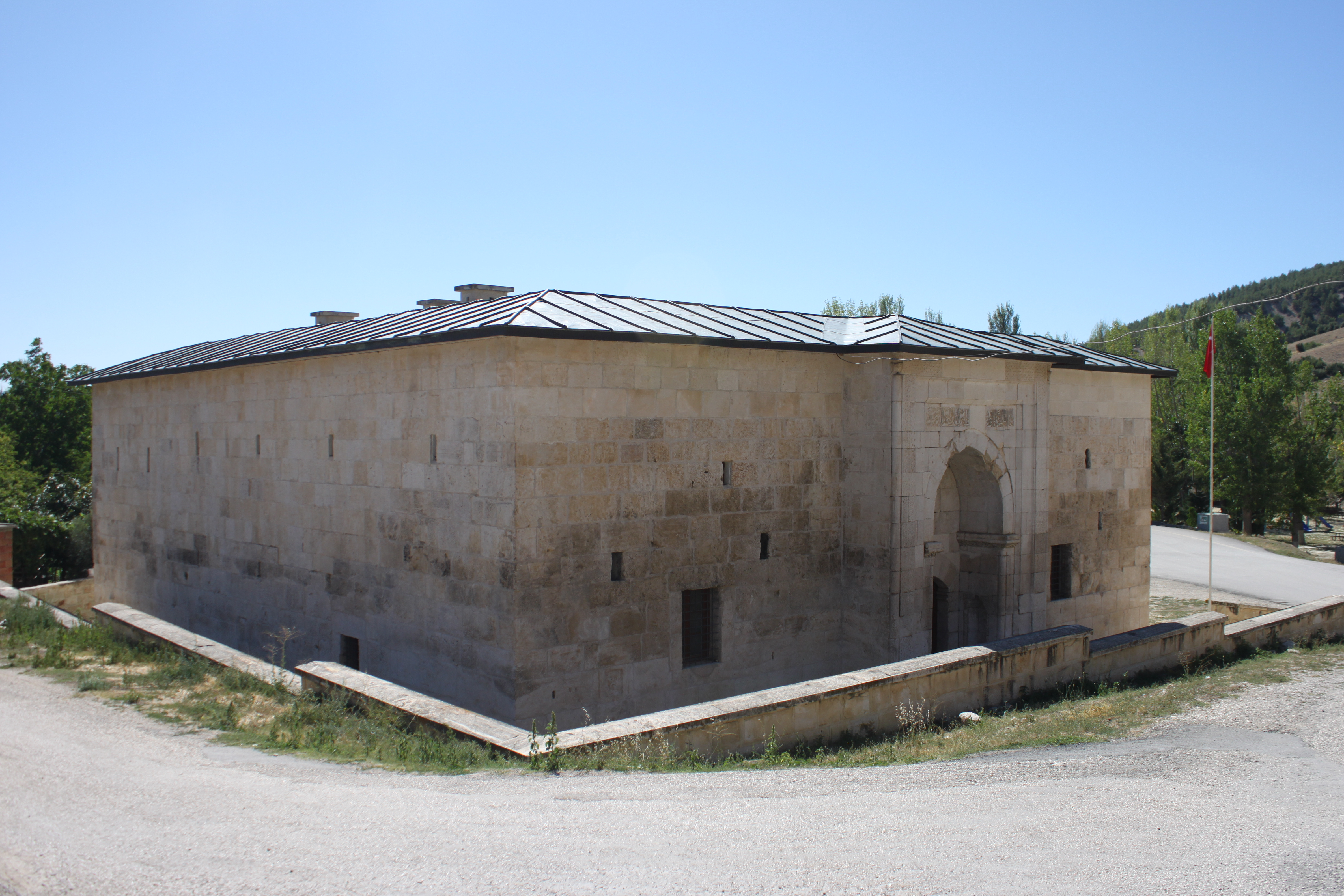
Koranschule in Korkuteli, erbaut Anfang des 13. Jahrhunderts unter Sultan Kai Kobad I.

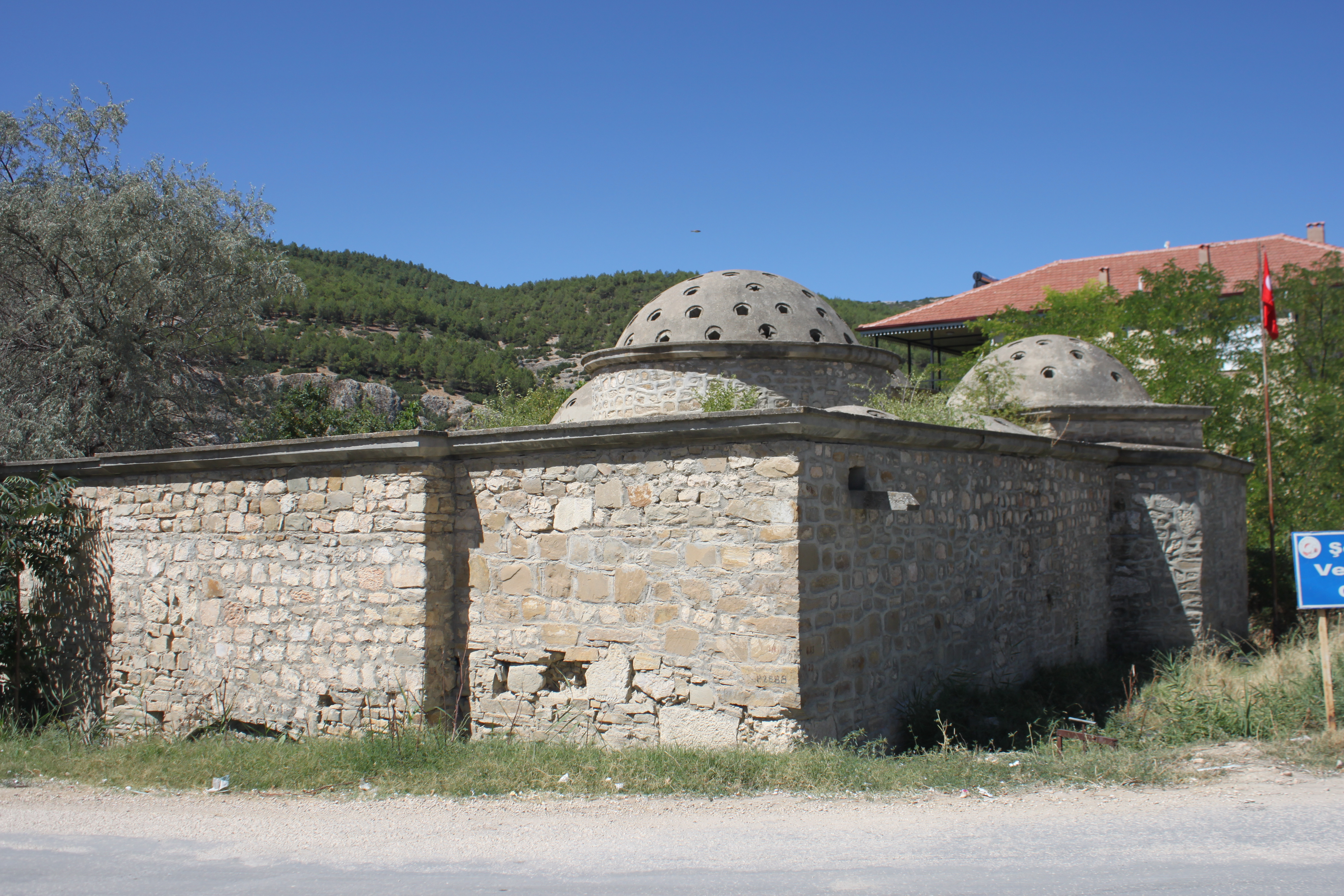
Korkuteli; der Tarihi Hamam („historischer Haman“) ein Badehaus aus der Seldschukenzeit, 13. Jahrhundert.

## Persönlichkeiten
- Nimet Karakuş (* 1993), Sprinterin